# Lophocampa sesia
Lophocampa sesia là một loài bướm đêm thuộc phân họ Arctiinae, họ Erebidae.